# Pro Fide Rege et Lege
Pro Fide Rege et Lege (lat. Za víru, krále a právo) je polský čtvrtletník, tiskový orgán organizace Konzervativně-monarchistický klub (Klub Zachowawczo-Monarchistyczny), která jej vydává od roku 1988. Časopis se zaměřuje především na propagaci konzervativní kulturní kontrarevoluce.